# تفال (سازنده لوازم خانگی)
تفأل (انگلیسی: Tefal) یک شرکت فرانسوی تولیدکننده ظروف آشپزی و لوازم کوچک متعلق به Groupe SEB (بزرگترین تولیدکننده ظروف آشپزی جهان) است.